# 戈托尔
戈托尔，是西班牙阿拉贡自治区萨拉戈萨省的一个市镇。 总面积16平方公里，总人口400人（2001年），人口密度25人/平方公里。